# Binburrum bifoveicollis
Binburrum bifoveicollis es una especie de coleóptero de la familia Pyrochroidae.

## Distribución geográfica
Habita en Nueva Gales del Sur y Queensland (Australia).